# 木卫五
木卫五，又稱為「阿摩笛亞」（英語：Amalthea，/æməlˈθiːə/），是木星的衛星之一，按离木星由近及远的次序排列为第三颗。

## 概述
木卫五是已知的离木星第三近的天然卫星，1892年9月9日爱德华·埃默森·巴纳德用利克天文台的一台36英寸（91厘米）折射望远镜发现了它，它是最后一颗直接用肉眼观测发现的卫星（后来的发现一般都是使用照片或其它方式），它也是伽利略·伽利莱1610年发现的四颗木星卫星后第一颗被发现的木星卫星。木卫五与其它三颗木星的内层卫星被歸于同一个族。木卫五是其中最大的。
國際天文聯會将它授名为Amalthea（阿马尔塞）。在希腊神话中，阿马尔塞是一个仙女，她用一只山羊的奶养育了宙斯（木星）。请注意除木卫五外，羊神星（113号小行星）也被称为Amalthea。

## 表面特徵
木卫五是太阳系内最红的一个天体，它甚至比火星还要红。它的红色来自木卫一上火山喷发出来的硫。在木卫五主要的斜坡上还有一块块绿色的地方，这些颜色的来由现在还不清楚。
木卫五的外形不规则，它的三个轴的长度分别是250×146×128公里，它的长轴指向木星。它的表面上有许多撞擊坑，与它的大小相比，它们有些非常大。其中最大的潘撞擊坑的直径达100公里，深8公里；另一个环形山（蓋亞撞擊坑）直径80公里，深度比潘可能深一倍。木卫五上还有两座山，它们比其它部分高出20公里。
木卫五的大小和它的不规则的形状可能说明它是一块非常坚固的物体，否则的话它的外形随时间的变化会变得更圆。它可能是一颗被木星俘获的小行星。与木星的其它卫星一样，木卫五的公转和自转周期相同。和木卫一一样，木卫五辐射出的热量比它接受到的太阳光的能量要高，这可能是它内部在木星的磁场中感应的电流导致的。

### 撞擊坑與光斑
木衛五的撞擊坑，以希臘神話的神祇命名。
| 名稱       | 發音      | 直徑   | 發現年份 | 名字來源                       |
| ---------- | --------- | ------ | -------- | ------------------------------ |
| 蓋亞撞擊坑 | /ˈdʒiːə/  | 80 km  | 1979年   | 蓋亞，希臘神話的地母神         |
| 潘撞擊坑   | /ˈpæn/    | 100 km | 1979年   | 潘，希臘神話的牧神。           |
| 艾達光斑   | /ˈaɪdə/   | 50 km  | 1979年   | 伊達山、希臘神話的聖山         |
| 萊科斯光斑 | /ˈlɪktɒs/ | 25 km  | 1979年   | 萊科斯、克里特島最重要的城市。 |

## 外部連結
- Amalthea Profile by NASA's Solar System Exploration
- Amalthea nomenclature （页面存档备份，存于） from the USGS planetary nomenclature page （页面存档备份，存于）
- Jupiter's Amalthea Surprisingly Jumbled （页面存档备份，存于） – JPL press release (2002-12-09)
- Jupiter From Amalthea, a painting by Frank Hettick, 2002.
- Animated 3D shape model of Amalthea （页面存档备份，存于）